# بر غانك (دهرود)
بر غانك (بالفارسية: پرگانک) هي قرية تقع في إيران في قسم دهرود الريفي. يقدر عدد سكانها بـ 638 نسمة بحسب إحصاء 2016.